# Отворено првенство Београда у тенису
Отворено првенство Београда (познат и као Београд опен, енгл. Belgrade Open) је тениски АТП турнир и део je АТП 250 серије. Овај тениски турнир се одржава у Београду, у спортској дворани Београдска арена. Игра се на бетону. Први турнир се одржао 2021. године. Поново се одржао 2024, као касна замена за турнир у Хихону и гарантовано је да ће трајати најмање две године, уз могућност да се добије дугорочна лиценца на десет година.

## Протекла финала

### Мушкарци појединачно
| Година     | Победник         | Финалиста        | Резултат         |
| ---------- | ---------------- | ---------------- | ---------------- |
| 2021.      | Новак Ђоковић    | Алекс Молчан     | 6:4, 6:3         |
| 2022–2023. | Није се одржавао | Није се одржавао | Није се одржавао |
| 2024.      | Денис Шаповалов  | Хамад Међедовић  | 6:4, 6:4         |

### Мушки парови
| Година     | Победник                        | Финалиста                   | Резултат         |
| ---------- | ------------------------------- | --------------------------- | ---------------- |
| 2021.      | Јонатан Ерлих Андреј Василевски | Андре Горансон Рафаел Матос | 6:4, 6:1         |
| 2022–2023. | Није се одржавао                | Није се одржавао            | Није се одржавао |
| 2024.      | Џејми Мари Џон Пирс             | Иван Додиг Скандер Мансоури | 6:4, 3:6, [10:3] |